# Antoinette Meyn
Antoinette Meyn, född den 4 februari 1827 i Kongsberg, död den 6 mars 1915, var en norsk författare.
Hon var sondotter till den danske arkitekten Peter Meyn, och beträdde först sent författarbanan. Hon debuterade 1875 under pseudonymen Marie med I Tusmørke: et Hverdagsbillede, ett arbete som uppskattades för sin jämna, gammaldags berättarform. Av hennes följande böcker kan nämnas Gjennem Kamp (1876), Fra min fødeby (1877), I ensomme Timer (1883) och "Dyvekes Hus": et Drømmebillede (1885). Ett par andra berättelser gav hon ut under pseudonymen Holger Birch. Flera av hennes böcker kan betecknas som religiösa bildningsromaner. De flesta av hennes böcker är översatta till svenska och tyska.